# Steel symphony
Steel symphony is een compositie van Leonardo Balada. Na Sinfonía en Negro en Cumbres was het zijn derde symfonie. Balada haalde zijn inspiratie voor dit werk uit de staalfabrieken in Pittsburgh, de plaats waar de componist na zijn vertrek uit Spanje verbleef. Het werk kent net zoals de werkzaamheden in de fabriek geen begin en geen eind. Voordat het werk wordt uitgevoerd klinkt de klank van een stemmend orkest op de A. Het werk eindigt op diezelfde noot. Een optie die de componist heeft gegeven is om direct na het werk opnieuw een “stemronde” te houden.
Het werk bestaat uit één deel en is geschreven in de stijl experimentele muziek met clusters en aleatoriek. Omdat er geluiden uit fabrieken nagebootst moeten worden in de percussiesectie behoorlijk uitgebreid. 
Het werk ging in première in Pittsburgh door het Pittsburgh Symphony Orchestra onder leiding van Donald Johanos op 12 januari 1973.
De Steel symphony is geschreven voor:
- 3 dwarsfluiten, 2 hobo’s, 2 klarinetten, 3 fagotten
- 4 hoorns, 3 trompetten, 3 trombones, 1 tuba
- pauken, 3 man/vrouw percussie, piano
- violen, altviolen, celli, contrabassen